# Super Besse
Super Besse er et vintersportcenter beliggende i Centralmassivet i Frankrig.

## Geografi
Vintersportcenteret Super Besse ligger i kommunen Besse-et-Saint-Anastaise i Parc naturel régional des Volcans d'Auvergne i Puy de Dôme-departementet i Auvergne-Rhône-Alpes-regionen. Centeret ligger cirka 50 km fra Clermont-Ferrand, 1350 meter over havet.

## Tour de France
Super Besse var mål for en Tour de France-etape i både 1978, 1996 og 2008.